# Gaowan, Gansu
Gaowan (kinesiska: 高湾) är en köping i nordvästra Kina. Den ligger i Jingyuan härad i staden Baiyin i provinsen Gansu, omkring 120 kilometer nordost om provinshuvudstaden Lanzhou. Antalet invånare är 25993. Befolkningen består av 12 512 kvinnor och 13 481 män. Barn under 15 år utgör 17,0 %, vuxna 15-64 år 76 %, och äldre över 65 år 5,0 %.